# 盧加
盧加 （俄语：Лу́га，羅馬化：Luga）是俄羅斯列寧格勒州南部的一個城市，位於盧加河畔。2002年人口40,434人。
1777年8月3日建城。